# Kristian Guzman
Kristian Guzmán (n. 19 de agosto de 1986 en Quetzaltenango) es un futbolista guatemalteco, que comenzó a jugar en las divisiones inferiores del Xelaju Mario Camposeco como mediocampista y defensa y que actualmente juega en el Xelajú MC. 

## Clubes
| Club                    | País      | Año                |
| ----------------------- | --------- | ------------------ |
| Xelajú M.C.             | Guatemala | 2007 - 2011        |
| Deportivo Suchitepéquez | Guatemala | 2011 - 2013        |
| Deportivo Coatepeque    | Guatemala | 2013 - 2014        |
| Xelajú M.C.             | Guatemala | 2014 - 2015        |
| Deportivo Petapa        | Guatemala | 2015 - 2016        |
| Xelajú M.C.             | Guatemala | 2016 - Actualmente |

- Datos: Q16300701